# Apis cerana nuluensis
Apis cerana nuluensis também conhecida como abelha de bornéu é uma subespécie de abelha melífera Apis cerana descrito em 1996 por Tingek, Koeniger & Koeniger. A distribuição geográfica da subespécie é a ilha de Bornéu do Sudeste Asiático, dividida politicamente entre a Indonésia, Malásia e Brunei.
A. c. nuluensis é uma de um número de abelhas asiáticas, incluindo a Apis koschevnikovi  e a Apis nigrocincta (esta última tem habitat nas proximidades, na próximas ilhas Celebes e Mindanau).
Embora A. c. nuluensis foi originalmente descrita como uma espécie (chamada de Apis nuluensis), que desde então tem sido classificado como uma raça geográfica (subespécie) da generalizada A. cerana (Engel, 1999). Evidências moleculares sugerem que há divergencia o suficiente em suas sequências de DNA que potencialmente representam que esta é uma espécie biológica (Arias & Sheppard, 2005), mas não houve nenhuma mudança de formal até data, e não foram conduzidos estudos de hibridização para confirmar esta hipótese.
Como muitas abelhas melíferas A. c. nuluensis é susceptível de infestação pelo ácaro parasita  Varroa, embora neste caso a espécie particular é Varroa underwoodi. (Neste aspecto, A. c. Nuluensis é semelhante a A. nigrocincta).